# Pierre Gilou
Pour les articles homonymes, voir Gilou et Cadiou.
Pierre Gilou, né Gilles Yves Pierre Cadiou le 28 juillet 1938 dans le 14e arrondissement de Paris et mort le 22 août 2019 dans 5e arrondissement, est un artiste peintre français.

## Biographie
Pierre Gilou suit les cours du lycée d'arts graphiques Corvisart (nommé auparavant Centre d'arts graphiques), créé par Henri Cadiou en 1942, puis les Cours normaux de la ville de Paris afin d’y approfondir ses connaissances en dessin, en anatomie et en perspective. Puis il se consacre en 1962 à la peinture qu'il pratique en autodidacte. Il expose dès sa jeunesse avec les peintres du mouvement Trompe-l'œil/Réalité, fondé par son père Henri Cadiou au début des années 1950.
Passionné par la lumière et le rendu des matières, Gilou est un admirateur de Vermeer, Georges de La Tour et du Caravage. Il aborde des sujets insolites, parfois proches du surréalisme. Son amour du clair-obscur n’excluant ni le paysage ni la nature morte, le conduit au trompe-l’œil qu'il pratique parallèlement aux autres genres, en lui conférant, bien-sûr, la sensibilité sans laquelle il n'y a pas d'œuvre d'art.
En 1989, après le décès de son père, Henri Cadiou, Pierre Gilou prend la suite de ce dernier et organise les manifestations du groupe Mouvement Trompe-l'Œil/Réalité, y accueillant les nombreux jeunes artistes attirés par cette tendance de l'art contemporain.
Outre son activité picturale, depuis 1989 Pierre Gilou consacre une grande partie de son temps à la défense des sociétés artistiques dont les Salons Historiques du Grand Palais sont l’émanation. Convaincu de l’utilité de ces organismes préservant l’originalité et la multiple variété des expressions de l’art vivant, en 1988 il fonde avec Henri Cadiou, Mirabelle Dors, Jean Monneret (peintre) et quelques autres artistes, le Comité de Défense des Artistes du Grand-Palais Les interventions permanentes de ce dernier auprès des élus visent à leur faire prendre conscience à que l’aide de l’État doit être matérielle et non financière, orientée vers un art libre représentant la diversité des tendances actuelles et non utilisée à la promotion d'un art officiel artificiellement valorisé. L'intervention de l'État consiste essentiellement à procurer aux artistes des lieux, tel le Grand-Palais. De nos jours, le comité poursuit ses activités.
Il est également professeur d'arts plastiques au prestigieux lycée Montaigne, dans le VIe arrondissement de Paris, jusqu'à sa retraite en 2003.

### Parenté
Pierre Gilou est le fils du peintre Henri Cadiou.

## Expositions individuelles
- 1970 : Paris (France - Galerie Laurens).
- 1973 : Houston (USA - Jasper Galeries).
- 1974 : Houston (USA - Jasper Galeries).
- 1979 : Cologne (Allemagne - Galerie F).
- 1986 : Troyes (France - Galerie Espace 3).
- 1989 : Lyon (France - Galerie Terre des Arts).
- 1991 : Metz (France - Galerie Rouault).
- 1993 : Rosny (France - Invité d'honneur).
- 1994 : Quincy-sous-Sénart (France - Invité d'honneur).
- 1994 : Chavenay (France - Invité d'honneur).
- 1995 : La Garenne-Colombes (France - Invité d'honneur).
- 1996 : Paris (France - Mairie du 13e - Invité d'honneur).
- 1999 : Saint-Maurice (France - Invité d'honneur).
- 2002 : Étampes (France - Invité d'honneur).
- 2002 : Paris (France - Galerie Terre des Arts).
- 2004 : Paris (France - Mairie du 19e - Invité d'honneur).
- 2008 : Égly (France - Invité d'honneur).
- 2009 : Lunéville (France - Salon international d'automne - Invité d'honneur).
- 2011 : Pléneuf-Val-André (France - Biennale 2011 Couleurs et formes - Invité d'honneur).
- 2012 : Neuenstadt am Kocher (Allemagne)- Musée de Neuenstadt : organisation et participation à l'exposition du Groupe Trompe-l'œil-Réalité, dont des œuvres d'Henri Cadiou (fondateur du Groupe)

## Expositions avec le mouvement Trompe-l'œil/Réalité
- 1962 : Paris (galerie Montmorency)
- 1964 : Grenoble (musée Hébert)
  - Munich (Kunstverein)
- 1965 : Rio de Janeiro (musée)
- 1966 : Düsseldorf
- 1967 : Aix-la-Chapelle
  - Cologne (Institut de France)
  - Copenhague (musée)
- 1968 : Rhodes (hôtel de ville)
  - Bordeaux (château Lascombe)
- 1971 : Bruxelles (galerie de l'Abbaye)
- 1974 : Lyon (galerie Malaval)
- 1975 : Paris (galerie Montpensier)
- 1977 : Strasbourg (Palais des Congrès)
- 1979 : Bâle
  - Vevey
- 1981 : Villeneuve-sur-Lot (musée)
- 1982 : Annecy (musée-château)
- 1983 : Paris (galerie A. Blondel)
  - Metz (galerie Arts Multiples)
  - Lyon (galerie Saint-Hubert)
- 1984 : Lunéville (musée)
  - Avignon (galerie G. Guerre)
  - Palaiseau (École polytechnique)
- 1985 : Bourdeilles (château)
  - Paris (mairie du 10e)
  - Chalon-sur-Saône (musée)
  - Saint-Antoine-l'Abbaye (musée)
- 1986 : Courbevoie (musée Roybet-Fould)
  - Paris (mairie du 16e)
  - Beauvais (musée)
  - Vascœuil (château)
  - Lyon (galerie St-Hubert)
- 1987 : Paris (galerie A. Daune)
  - Lorient (centre culturel)
  - Cannes (galerie Grey)
- 1988 : Garches (hôtel de ville)
  - Paris (Galerie A. Daune)
  - Lyon (Galerie Terre de Arts)
  - Nice (Acropolis)
  - Jouy-en-Josas (Vraiment faux, Fondation Cartier)
- 1989 : Lyon (galerie Terre des Arts)
  - Homécourt (château)
  - Pont-Aven (centre culturel Paul-Gauguin)
  - Château d'Artigny
- 1990 : Washington (Fonds monétaire international)
  - Thouars (chapelle)
  - Azay-le-Rideau (château)
  - Langeais (château)
  - Lyon (galerie Terre des Arts)
- 1991 : Albi (musée Toulouse-Lautrec)
- 1992 : Reims (Manège Royal)
  - Bruxelles (Inno)
  - Niort (Maison de la Culture)
- 1993 : Paris (galerie Michelle-Boulet)
- 1994 : New York (Art-expo)
  - Paris (salle Pleyel)
  - Erlangen (Allemagne) (Stadtmuseum)
- 1995 : Beyrouth (Musée Sursock)
  - Les Lilas (Salon municipal)
- 1996 : Reims (Maison de la Culture)
- 1997 : Nevers (galerie Saint-Cyr)
  - Londres (galerie Rafael Valls)
- 1998 : Lorient (galerie du Faouëdic, hôtel de ville)
  - Tours, (espace Châteauneuf)
  - Brie-Comte-Robert (Galerie Lætitia)
- 1999 : Saint-Nom-la-Bretèche (Biennale d’Art Contemporain)
  - Chamalières (musée d’art contemporain)
  - Carquefou (Les maîtres du trompe-l’œil - Hôtel de ville)
- 2000 : Paris (Un siècle d'art dans le 6e. Mairie du 6e)
  - Mayenne (Vous avez dit réalités ? - Salle des Calvairiennes)
- 2001 : Brive-la-Gaillarde (théâtre municipal)
  - Saint-Nom-la-Bretèche (Biennale d’art contemporain)
  - Parmain (hôtel de ville)
  - Cholet (musée)
  - Tokyo (musée)
  - Shizuoka (musée)
  - Hiroshima (musée)
- 2002 : Paris (galerie Terre des Arts)
- 2007 : Saint-Avold (Biennale).
- 2009/2010 : Florence (Palazzo Strozzi) "Inganni ad arte" .

## Ouvrages
- Le Réalisme (Artistes indépendants, 1985)
- Les Maxiréalistes (Catal. Comparaisons, 1988)
- La Peinture en Trompe-l’œil (Dessain et Tolra, avec la collaboration d'Henri Cadiou pour la partie historique. 1990).
- Trompe-l'Œil/Réalité (Catal. Comparaisons, 2000, 2002 et 2004).